# Station Drongensesteenweg
Het station Drongensesteenweg was een Belgisch spoorweghalte in de stad Gent.
Het station werd in 1925 samen met de voormalige Westerringspoorweg geopend.
Het station was in een wagonkast ondergebracht in de buurt van de huidige bushalte Halfweg.
Dit was ook het punt waar de Westerringspoorweg de buurtspoorlijn Gent-Nevele-Ruiselede kruiste.
Destelbergen · Drongen · Drongensesteenweg · Gentbrugge · Gent-Dampoort · Gent-Heirnis · Gent-Muide · Gent-Noord · Gent-Oost · Gent-Rabot · Gent-Rodenhuize · Gent-Sint-Pieters · Gent-Waas · Gent-Zeehaven · Gent-Zuid · Halewijn · Ledeberg · Merelbeke · Oostakker · Sint-Amandsberg-Westveld · Sint-Denijs-Westrem · Wondelgem
0,0: Gent-Sint-Pieters ·
3,9: Drongensesteenweg ·
4,6: Mariakerke ·
6,2: Eecloweg ·
7,8: Lindestraat ·
8,6: Wondelgem ·
12,1: Langerbrugge ·
15,0: Doornzele ·
16,4: Terdonck-Cluysen ·
19,8/21,1: Ertvelde ·
22,2/23,5: Klein-Rusland ·
23,4/24,7: Zelzate ·
17: Sas van Gent ·
22: Philippine ·
24: Sluiskil brug ·
26/63: Sluiskil ·
31/68: Terneuzen